# Pentafluoruro de vanadio
El fluoruro de vanadio (V) es un compuesto inorgánico de fórmula VF5. Es un líquido incoloro volátil que se congela cerca de la temperatura ambiente. Es un compuesto muy reactivo, como indica su capacidad para fluorar sustancias orgánicas. 

## Propiedades y estructura
El compuesto es exclusivamente un monómero en fase gaseosa. Adopta una geometría trigonal bipiramidal simétrica D3h en fase gaseosa, como indica la difracción de electrones. Como sólido, el VF5 forma una estructura polimérica con centros octaédricos de vanadio y puente de flúor. 
La entalpía de formación del VF5 es -1429,4 ± 0,8 kJ/mol. 
Es el único pentahaluro de vanadio conocido.

## Síntesis
El pentafluoruro de vanadio se puede preparar mediante fluoración del metal vanadio: 
2 V + 5 F2 → 2 VF5
Alternativamente, la desproporción del tetrafluoruro de vanadio produce cantidades iguales de trifluoruro sólido y pentafluoruro volátil:  
2 VF4 → VF3 + VF5
Esta conversión se lleva a cabo a 650 °C. También es posible sintetizarla utilizando flúor elemental para fluorar concentrados industriales y materias primas, con el fin de producir VF5 a escala industrial. El VF5 puede sintetizarse a partir de la reacción de materias primas como el vanadio metálico, el ferrovanadio, el óxido de vanadio (V) y el tetrafluoruro de vanadio con flúor elemental. 
El VF5 se ioniza en estado líquido como lo reflejan los altos valores de la constante de Trouton y las conductividades eléctricas. 

## Características y reactividad
El interés por este compuesto altamente corrosivo comenzó en los años cincuenta cuando se realizaron amplios estudios sobre sus propiedades fisicoquímicas .  Es un potente agente fluorante y oxidante. Oxida el azufre elemental a tetrafluoruro de azufre:
S + 4 VF5 → 4 VF4 + SF4
Al igual que otros haluros metálicos electrofílicos, se hidroliza, primero al oxihaluro :
VF5  +  H2O   →   VOF3  + 2 HF
Luego al óxido binario:
2 VOF3 + 3 H2 O → V2O5 + 6 HF
La hidrólisis se acelera en presencia de bases. A pesar de su tendencia a hidrolizarse, puede disolverse en alcoholes.
Es un ácido de Lewis, como lo ilustra su formación del hexafluorovanadato:
VF5 + KF → KVF6
El pentafluoruro de vanadio es un ácido más débil y sufre principalmente reacciones oxidativas y fluorantes. 
Este compuesto convierte las polifluoroolefinas insaturadas en polifluoroalcanos.
El compuesto se disuelve sin reacción en Cl2 y Br2 líquidos. El VF5 es moderadamente soluble en HF.

## Otras lecturas
- Arnold F. Holleman, Nils Wiberg: Lehrbuch der Anorganischen Chemie, 102. Auflage, de Gruyter, Berlín 2007, pág. 1545,ISBN 978-3-11-017770-1 .